# 133 TCN
Năm 133 TCN là một năm trong lịch Julius. 